# Смит, Дэвид (епископ)
Дэвид Джеймс Смит (англ. David James Smith, 14 июля 1935, Хартфордшир — 29 января 2024) — англиканский епископ Мейдстона и Брадфорда, член Палаты лордов (1997—2002).

## Биография
Родился в Хертфордшире. Получил образование в Хертфордской грамматической школе и Королевском колледже Лондона, где изучал теологию. Перед поступлением в колледж служил в армии в Королевской артиллерии.
Принял священнический сан в 1959 году. Служил в различных храмах. В 1981—1987 годах архидьякон Линдисфарна.
В 1987—1992 годах епископ Мейдстона (суффраган Кентерберийской епархии) и в 1990—1992 годах одновременно епископ Вооружённых сил. В 1992—2002 годах епископ Брадфорда.
С 16.09.1997 по 31.07.2002 член палаты лордов Великобритании как лорд-епископ Брадфорда.
Член Совета (Fellow) Королевского колледжа Лондона.
Почётный доктор Брэдфордского университета (2001).
С 2002 года — ассистирующий епископ в диоцезе Йорка и диоцезе Европы.